# Alexandre Lucas (pera)
Alexandre Lucas es el nombre de una variedad cultivar de pera europea Pyrus communis. Esta pera oriunda de Francia proviene de un peral de semilla encontrado accidentalmente en 1870 en un bosque cercano a Blois Hauts-de-France por Alexandre Lucas. Comercializado por los hermanos Transon de Orleans en 1874 con el nombre de 'Beurré Alexandre Lucas'. Las frutas tienen una pulpa de color blanco, de textura de pulpa firme, semifina, muy jugosa, y con sabor agridulce agradable.

## Sinonimia
- "Beurré Alexandre Lucas",[4][5]

## Historia
Se cree que esta variedad de pera 'Alexandre Lucas' proviene de un peral de semilla encontrado accidentalmente en 1870 en un bosque cercano a Blois Hauts-de-France por Alexandre Lucas. Comercializado por los hermanos Transon de Orleans en 1874 con el nombre de 'Beurré Alexandre Lucas'.
'Alexandre Lucas' es una variedad clasificada como de mesa y de cocina, difundido su cultivo en el pasado por los viveros comerciales y cuyo cultivo en la actualidad se ha reducido a huertos familiares y jardines privados.

## Características
El peral de la variedad 'Alexandre Lucas' tiene un vigor fuerte; árbol de extensión erguida. Tiene un tiempo de floración con flores blancas que comienza a partir del 17 de abril con el 10% de floración, para el 24 de abril tiene una floración completa (80%), y para el 6 de mayo tiene un 90% caída de pétalos; tubo del cáliz mediano, en forma de embudo con conducto muy estrecho, y con estambres tupidos, que nacen inmediatamente encima de la base de los sépalos.
La variedad de pera 'Alexandre Lucas'  tiene una talla de fruto de gran calibre; forma ovoide, obtuso y barrigón, a veces tan ancho como alto, con cuello algo acentuado asimétrico, contorno más bien regular, nervaduras ausentes; piel lisa, poco brillante, epidermis con color de fondo verde que se torna amarillo limón cuando está maduro, con un sobre color lavado rojo ciclamen, importancia del sobre color medio, y patrón del sobre color en chapa, presenta chapa de rosa ciclamen muy hermosa en las mejillas de la epidermis sobre todo en el lado expuesto al sol, exhibe un punteado salpicado y moteado de beige en toda la superficie, anillo de fina rugosidad-"russeting" alrededor del pedúnculo, "russeting" (pardeamiento áspero superficial que presentan algunas variedades) débil a medio (15-35%); pedúnculo corto y robusto, de color marrón oscuro, de inserción recta en una cavidad peduncular bastante ancha, y poco profunda; anchura de la cavidad calicina grande y poco profunda, a veces moderadamente profunda, y con un borde elevado; ojo entreabierto o abierto. Sépalos largos, cerrados o semicerrados, ligeramente carnosos en su base.

Carne de color blanco; textura con pulpa firme, semifina, muy jugosa; sabor agridulce agradable. Una pera muy buena para cocinar; corazón pequeño, fusiforme, estrecho, levemente pedregoso. Eje muy estrecho, lanoso. Celdillas pequeñas. Semillas muy pocas o ninguna, pues tiene un nivel elevado de abortos de semillas.
La pera 'Alexandre Lucas' tiene una época de maduración y recolección en octubre. Se consume de noviembre hasta enero.

## Usos
se usa bastante para cocinar y que se conserva bien en invierno. 

## Susceptibilidades
Variedad moderadamente propensa a la sarna del peral en frutos, hojas y madera dependiendo de la ubicación, dependiendo de la presión de contagio y las razas de la sarna. En un mismo árbol, pueden haber frutos tanto muy sensibles a la costra como otros sin síntomas.
Bastante resistente al fuego bacteriano, también adecuada para la altitud

## Polinización
Esta variedad es autostéril (es buen polinizador de otros árboles pero para sí mismo necesita de otros árboles sean polinizadores), su producción se verá favorecida por la presencia de variedades polinizadoras como: Beurré Hardy, Clapp's Favorite, Comtesse de Paris, y 'Williams' Bon Chretien' entre otros muchos.

Detalles de la pera Alexandre Lucas.'
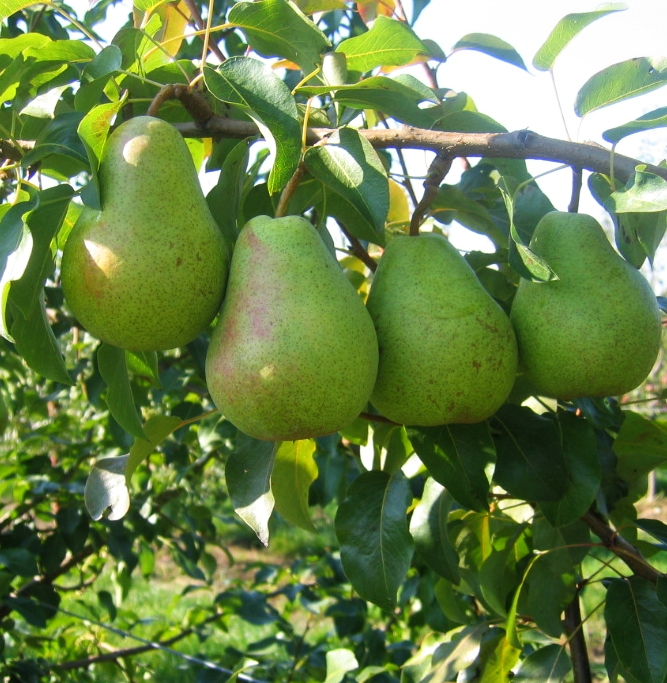
Las peras 'Alexandre Lucas' en ramos.
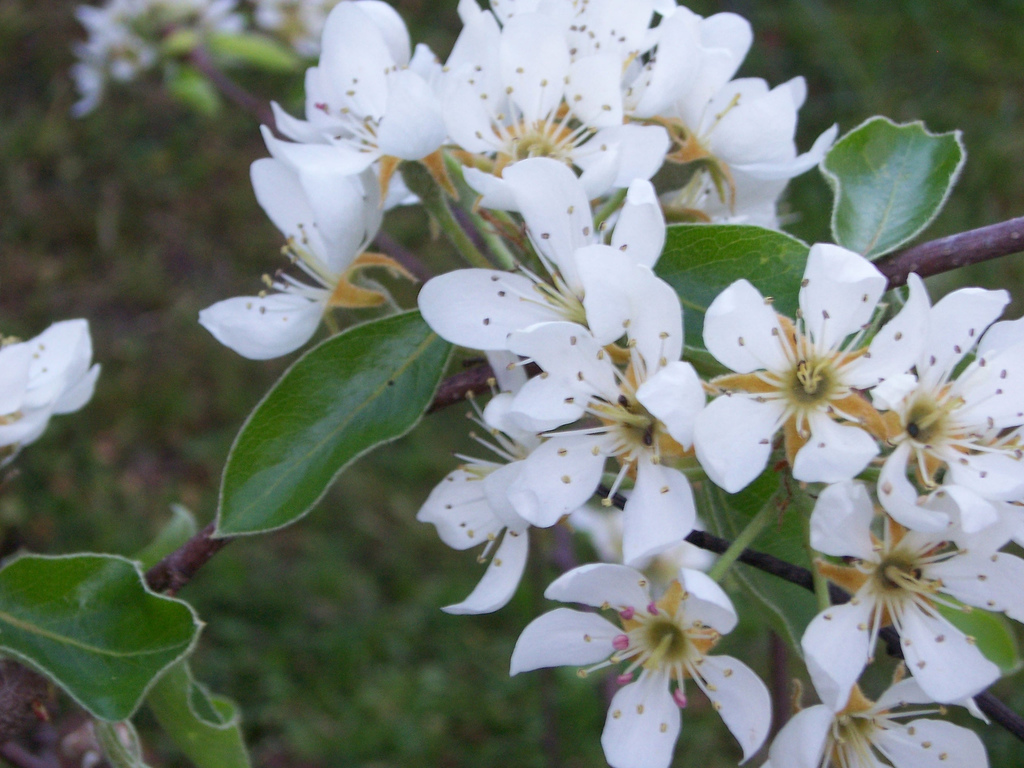
La floración de las peras 'Alexandre Lucas'.
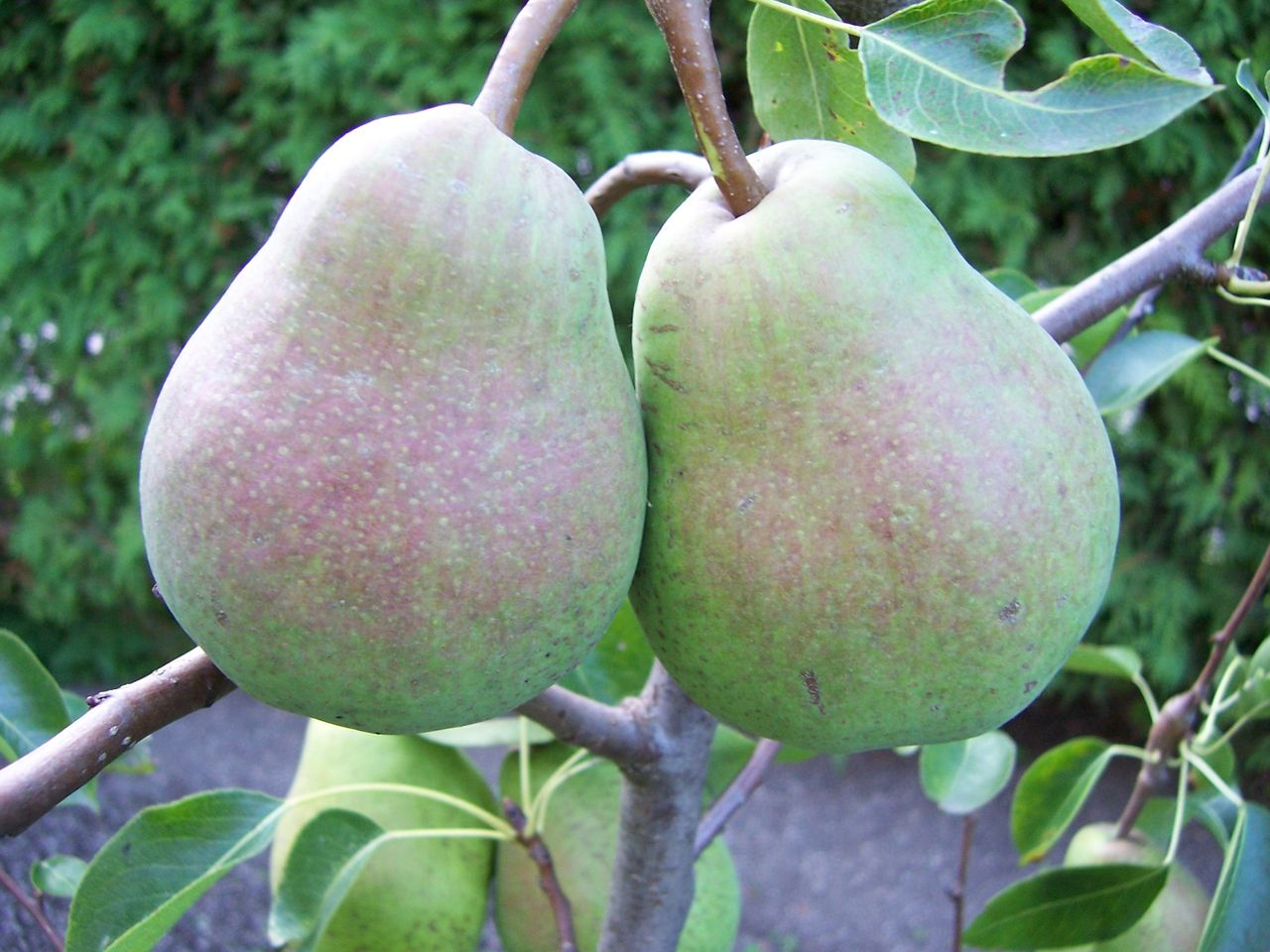
Peras 'Alexandre Lucas'.